# 归仁绍
歸仁紹（？—？），又作歸仁召，唐朝江苏吴县人。
歸登之孫，歸融之四子。大哥歸仁晦为开成三年（838年）进士，二哥歸仁翰为大中（857年）十一年进士，弟归仁泽为咸通十五年（874年）状元。仁紹获唐懿宗咸通十年（869年）己丑科状元，历任礼部侍郎、祠部郎中、度支郎中等。乾符四年十二月，爲侍御史。有子歸佾與歸系，皆狀元及第，曾與皮日休題詩互嘲。